# Vilmos Aba Novák
Vilmos Aba Novák (Budapest, 15 marzo 1894 – Budapest, 29 settembre 1942) è stato un pittore e incisore ungherese.
Fu allievo di Carol Ferenczy e Viktor Olgycey e visse in Italia e a Parigi. Pur essendo molto personale, la sua pittura richiama gli espressionisti.
La maggior parte dei suoi quadri sono dipinti a tempera, ma usò pure la tecnica della pittura a fresco.
Alcune delle sue opere sono conservate nel mausoleo di Santo Stefano a Székesfehérvár e nella chiesa di Jász Szent András.

## Mostre
- 1922, Ernst Múzeum, Budapest
- 1924, Ernst Múzeum, Budapest
- 1927, Ernst Múzeumban (Collettiva)
- 1931, Ernst Múzeum, Budapest
- 1931, Milano
- 1932, Genova
- 1933, Milano, Genova, Bergamo, Trieste
- 1934, Knoedler Galéri, Londra
- 1935, Silberman Galéria, New York
- 1935, Carnegie Institut, Pittsburgh
- 1943, Nemzeti Szalon, Budapest
- 1962, Magyar Nemzeti Galéria, Budapest
- 1963, Varsavia, Praga, Košice

## Premi
- 1926, Szinyei Társaság, Premio della Grafica
- 1928, Szinyei Társaság, Gran Premio
- 1932, Mostra del Museo Cattolico di Padova, medaglia d'oro.
- 1933, Piccola medaglia d'oro di Stato.
- 1936, Esposizione Universale di Parigi, Gran Premio.
- 1936, Esposizione Ungherese di Vienna
- 1936, Museo Moderno di Chicago, Attestato d'onore F. Blair
- 1939, Corona Corvino
- 1940, Biennale di Venezia, Gran Premio

## Musei
Elenco dei musei che espongono opere dell'artista:
- Galleria di Budapest

## Galleria d'immagini

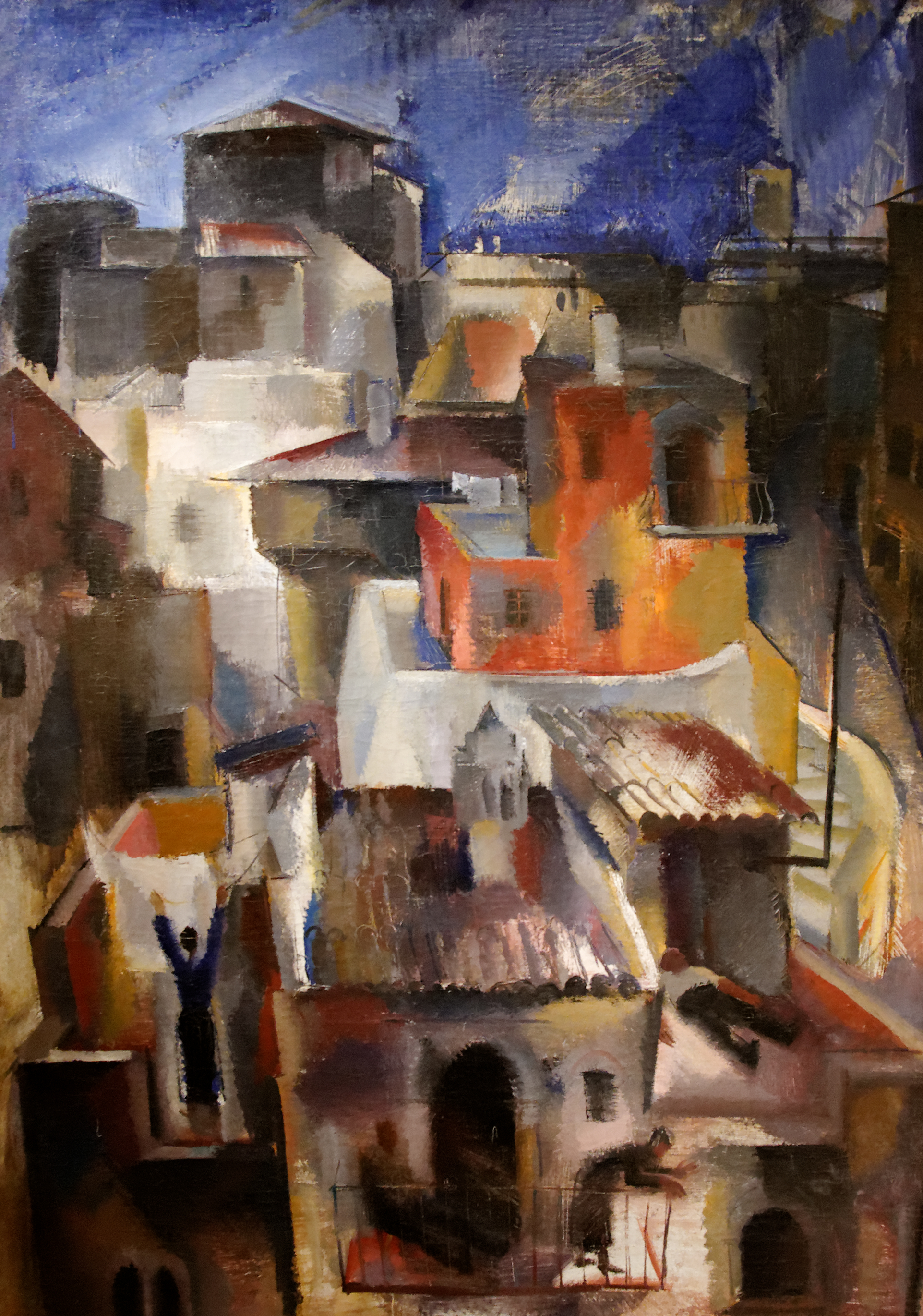
Italian town
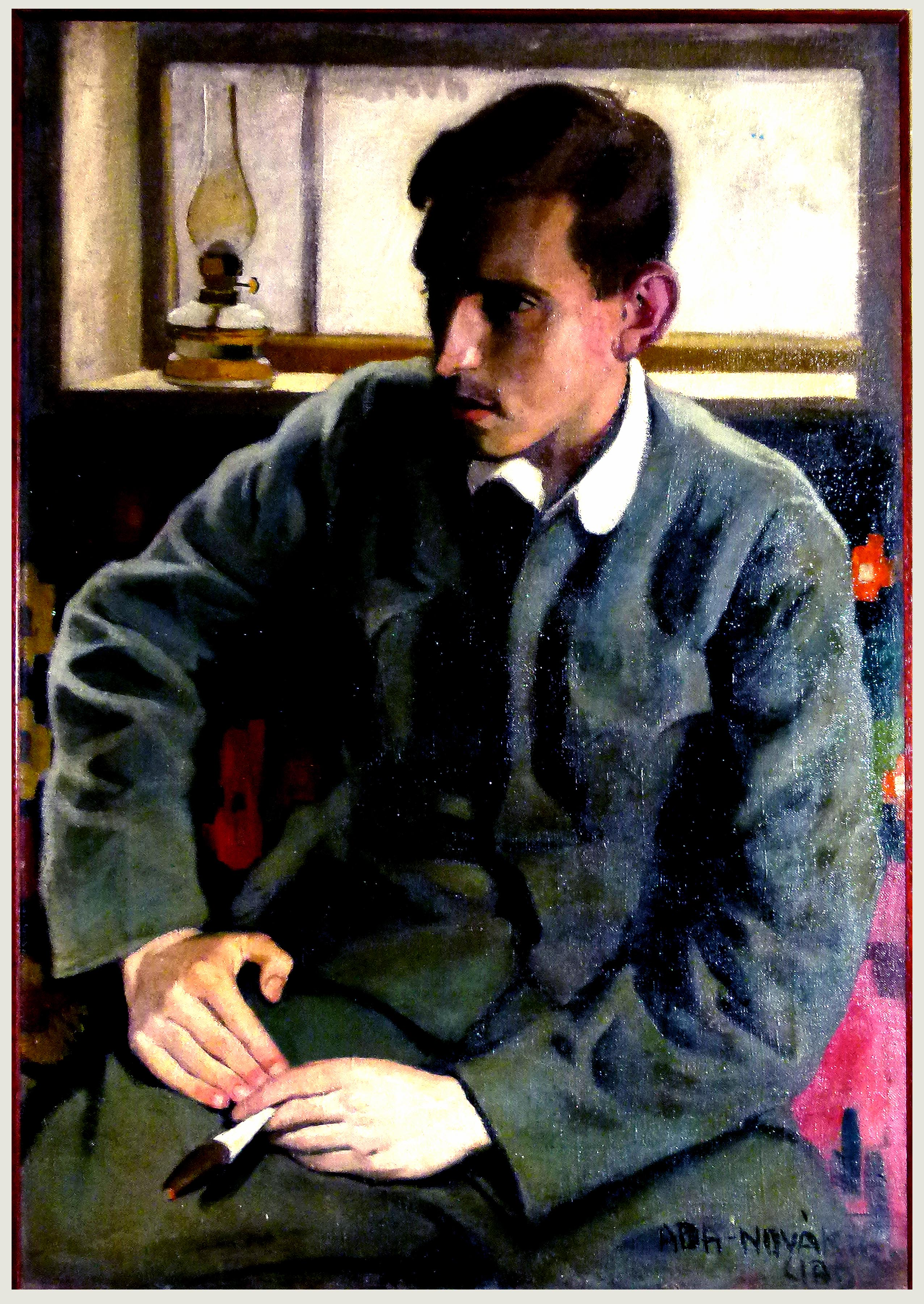
Férfi képmás
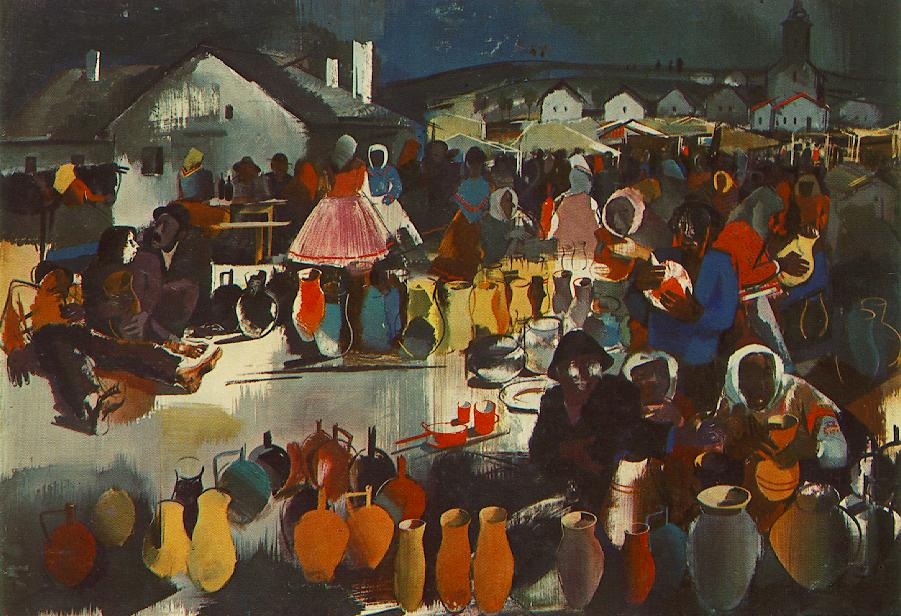
Mercato
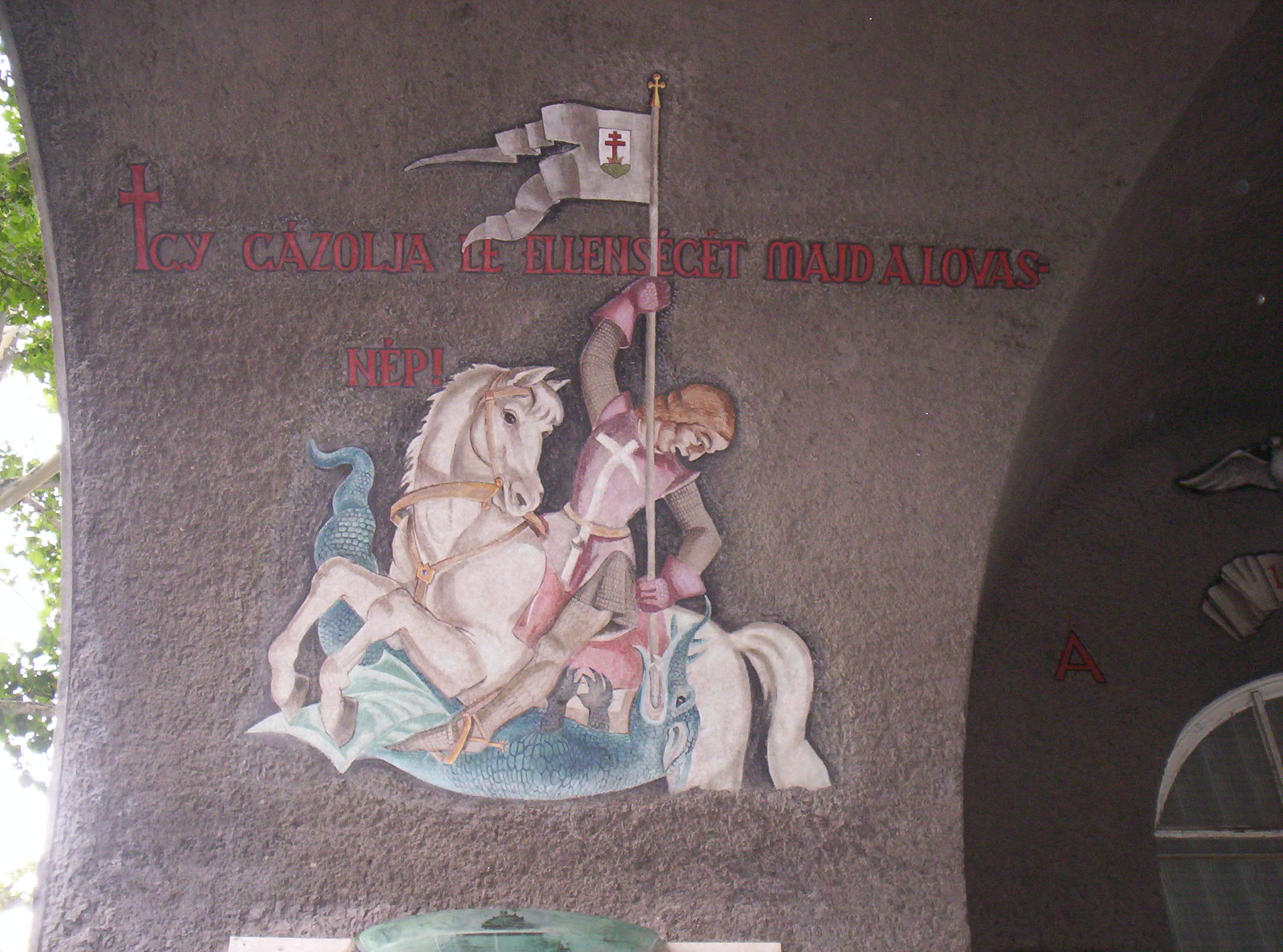
San Giorgio